# Liste der Naturdenkmale in Stockach
| Naturdenkmale | Anzahl |
| ------------- | ------ |
| FND           | 5      |
| END           | 16     |
| Gesamt        | 21     |

Die Liste der Naturdenkmale in Stockach nennt die verordneten Naturdenkmale (ND) in der Stadt Stockach im baden-württembergischen Landkreis Konstanz in Deutschland.
In Stockach gibt es insgesamt 21 als Naturdenkmal geschützte Objekte, davon 5 flächenhafte Naturdenkmale (FND) und 16 Einzelgebilde-Naturdenkmale (END). (Stand: 1. November 2016)

## Flächenhafte Naturdenkmale (FND)
| Name                     | Bild | Kennung     | Einzelheiten | Position | Fläche Hektar | Datum         |
| ------------------------ | ---- | ----------- | ------------ | -------- | ------------- | ------------- |
| Die Langwiese            | BW   | 83350790044 | Stockach     | ⊙        | 4,9           | 6. Mai 1987   |
| Heidenhöhlen             |      | 83350790010 | Stockach     | ⊙        | 1,4           | 21. Okt. 1939 |
| Schloßpark               | BW   | 83350790006 | Stockach     | ⊙        | 0,6           | 25. Apr. 1941 |
| „Toteisloch Dobel“       | BW   | 83350790002 | Stockach     | ⊙        | 0,6           |               |
| Umgebung Nellenburg      | BW   | 83350790005 | Stockach     | ⊙        | 1,0           | 25. Apr. 1941 |
| Legende für Naturdenkmal |      |             |              |          |               |               |

## Einzelgebilde (END)
| Name                     | Bild | Kennung     | Einzelheiten | Position | Fläche Hektar | Datum         |
| ------------------------ | ---- | ----------- | ------------ | -------- | ------------- | ------------- |
| 1 Birke (zweistämmig)    | BW   | 83350790001 | Stockach     | ⊙        | 0,0           | 21. Dez. 1978 |
| 1 Blutbuche              | BW   | 83350790021 | Stockach     | ⊙        | 0,0           | 25. Apr. 1969 |
| 1 Buche                  | BW   | 83350790004 | Stockach     | ⊙        | 0,0           | 21. Okt. 1939 |
| 1 Buche                  | BW   | 83350790011 | Stockach     | ⊙        | 0,0           | 21. Okt. 1939 |
| 1 Eiche                  |      | 83350790012 | Stockach     | ⊙        | 0,0           | 19. Apr. 1940 |
| 1 Kiefer                 | BW   | 83350790019 | Stockach     | ⊙        | 0,0           | 14. Sep. 1948 |
| 1 Linde                  | BW   | 83350790009 | Stockach     | ⊙        | 0,0           | 21. Okt. 1939 |
| 1 Linde                  | BW   | 83350790014 | Stockach     | ⊙        | 0,0           | 21. Apr. 1941 |
| 1 Platane                | BW   | 83350790007 | Stockach     | ⊙        | 0,0           | 21. Okt. 1939 |
| 1 Ulme                   | BW   | 83350790018 | Stockach     | ⊙        | 0,0           | 13. Feb. 1948 |
| 1 Ulme                   | BW   | 83350790020 | Stockach     | ⊙        | 0,0           | 10. Okt. 1949 |
| 2 Eichen                 | BW   | 83350790008 | Stockach     | ⊙        | 0,0           | 21. Okt. 1939 |
| 2 Linden                 | BW   | 83350790015 | Stockach     | ⊙        | 0,0           | 16. Feb. 1943 |
| 2 Linden                 | BW   | 83350790016 | Stockach     | ⊙        | 0,0           | 16. Feb. 1943 |
| 2 Roßkastanien           | BW   | 83350790017 | Stockach     | ⊙        | 0,0           | 16. Feb. 1943 |
| 3 Kastanien              | BW   | 83350790013 | Stockach     | ⊙        | 0,0           | 25. Apr. 1941 |
| Legende für Naturdenkmal |      |             |              |          |               |               |